# Мартин Бакалов
Мартин Бакалов е български футболист, който играе за Спартак (Плевен) като полузащитник. Роден е на 14 април 1997 г. в Плевен. Висок e 176 cm. Юноша на Спартак (Плевен).